# Black Magic (manga)
Pour les articles homonymes, voir Black Magic.
Black Magic (ブラックマジック M-66) est un manga cyberpunk écrit et illustré par Masamune Shirow, adapté en OAV avec le nom Black Magic M-66.

## Manga
Il a d'abord été publié sous forme de dōjinshi (auto-publication) en 1983, et a ensuite été re-imprimé sous forme de tankōbon (littérature indépendante) par Seishinsha en 1985.

## OAV
L'OAV (film d'animation court) est basé sur une partie du manga. L'histoire relate les tentatives de Sybel, une jeune journaliste, pour sauver une jeune fille d'un androïde militaire, créé par le grand-père de cette jeune fille.